# Coptomia granulata
Coptomia granulata är en skalbaggsart som beskrevs av Hermann Burmeister 1842. Coptomia granulata ingår i släktet Coptomia och familjen Cetoniidae. Inga underarter finns listade i Catalogue of Life.